# Puiseux-en-Retz
Puiseux-en-Retz è un comune francese di 222 abitanti situato nel dipartimento dell'Aisne della regione dell'Alta Francia.

## Società

### Evoluzione demografica
Abitanti censiti